# أليخاندرو لاجو
أليخاندرو لاجو (بالإسبانية: Alejandro Lago)‏ (28 يونيو 1979 بمونتفيدو في الأوروغواي - ) هو لاعب كرة قدم أوروغواني في مركز الدفاع. شارك مع منتخب الأوروغواي تحت 17 سنة لكرة القدم ومنتخب الأوروغواي لكرة القدم. أما مع النوادي، فقد لعب مع بنيارول وبيلا فيستا ومونتيفيديو واندررز ونادي روسنبورغ ونادي غوتبورغ وأتليتيكو بروغريسو ‏ ونادي سيرو وسنترو أتلتيكو فينكس ‏.

## وصلات خارجية
- أليخاندرو لاجو على موقع اتحاد النرويج (النرويجية)
- أليخاندرو لاجو على موقع قاعدة بيانات كرة القدم.إي يو (الإنجليزية)
- أليخاندرو لاجو على موقع ناشيونال فوتبول تيمز (الإنجليزية)
- أليخاندرو لاجو على موقع Soccerway.com (الإنجليزية)
- أليخاندرو لاجو على موقع عالم كرة القدم.نت (الإنجليزية)